# Національна лабораторія Оук-Ридж
Націона́льна лаборато́рія О́ук-Ридж (ORNL) — національна лабораторія Міністерства енергетики США. Є найбільшою науковою і енергетичною лабораторією в системі міністерства. ORNL розташована поблизу міста Оук-Ридж (штат Теннессі) поруч з містом Ноксвілл. Наукові напрямки ORNL: науки про матеріали, нейтронна фізика, енергетика, високопродуктивні обчислення, системна біологія, національна безпека.
У лабораторії встановлено кілька найпотужніших суперкомп'ютерів (у тому числі Jaguar і його оновлена версія — Titan) та кілька нейтронних дослідних установок, зокрема, Spallation Neutron Source та High Flux Isotope Reactor.
У ORNL працює понад 4,5 тис. осіб, включаючи 3 тисячі вчених та інженерів. Щорічно лабораторію відвідує до 3 тисяч запрошених вчених, які проводять в ній понад 2 тижнів. Близько чверті з цих гостей зайняті в промисловості.
Річний бюджет ORNL перевищує 1,65 млрд доларів США; 80 % забезпечується Міністерством енергетики (DoE), решта 20 % надходять від федеральних і інших замовників.
Лабораторія займає 18,1 квадратних кілометра резервації Оук-Ридж (загальна її площа 144 км²). Також у резервації знаходяться East Tennessee Technology Park, Комплекс національної безпеки Y-12, Oak Ridge Institute for Science and Education і Oak Ridge Science and Technology Park.

## Моделі
У 2015 за участі біофізика Шультена з'явилась модель світловідбиваючої клітини хроматофор Purpurbakterie (близько 100 мільйонів атомів) за допомогою суперкомп'ютера Титан в Національній лабораторії Oak Ridge. У моделюванні процесів перетворення сонячного світла в хімічну енергію брали участь 100 мільйонів атомів, 16000 ліпідів і 101 білок, хоча вміст крихітної органели займає лише один відсоток від загального обсягу клітини.